# ジャラシュ

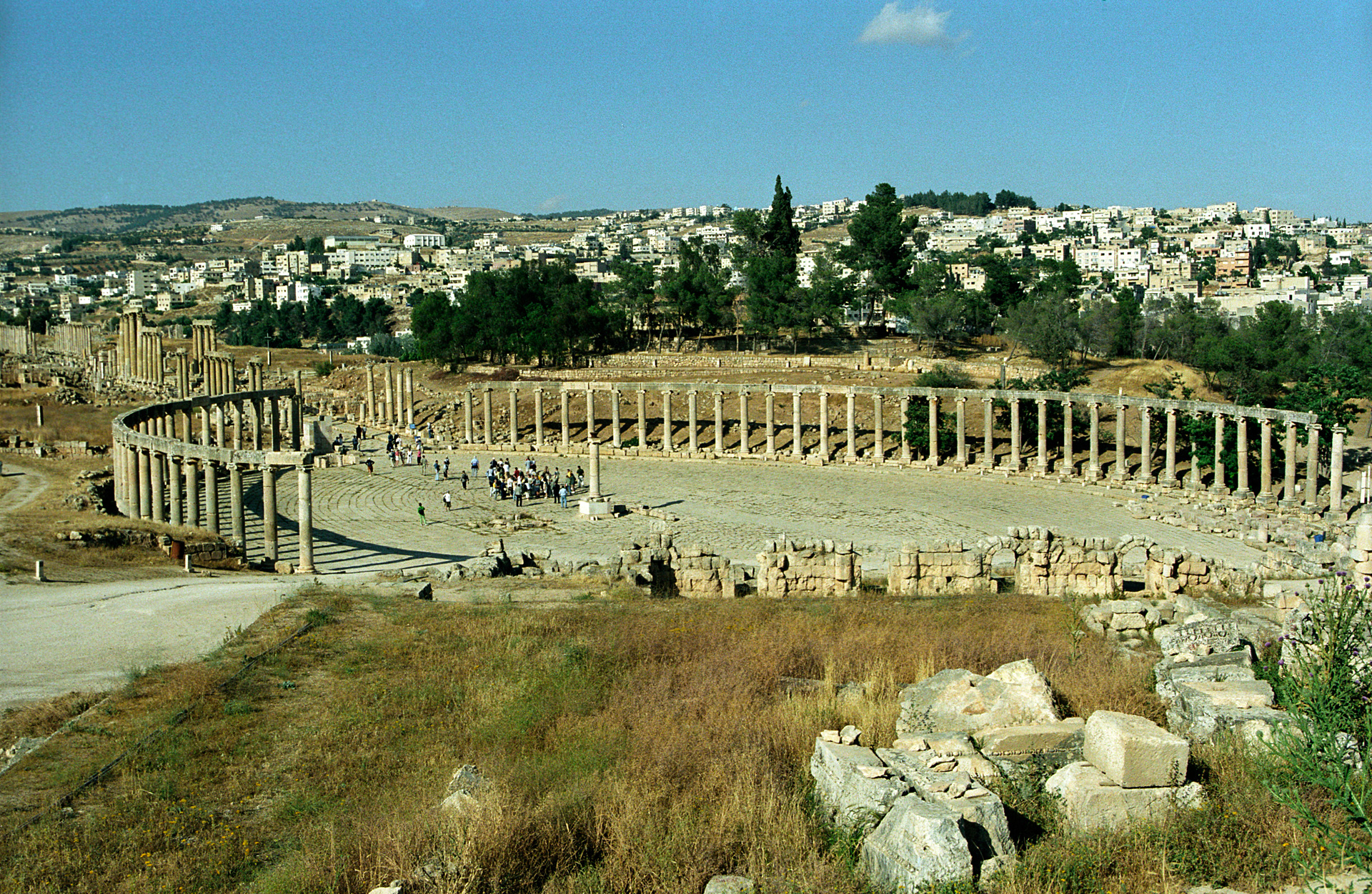
ジャラシュのローマ帝国時代の都市遺跡。楕円形のフォルム（広場）が残る

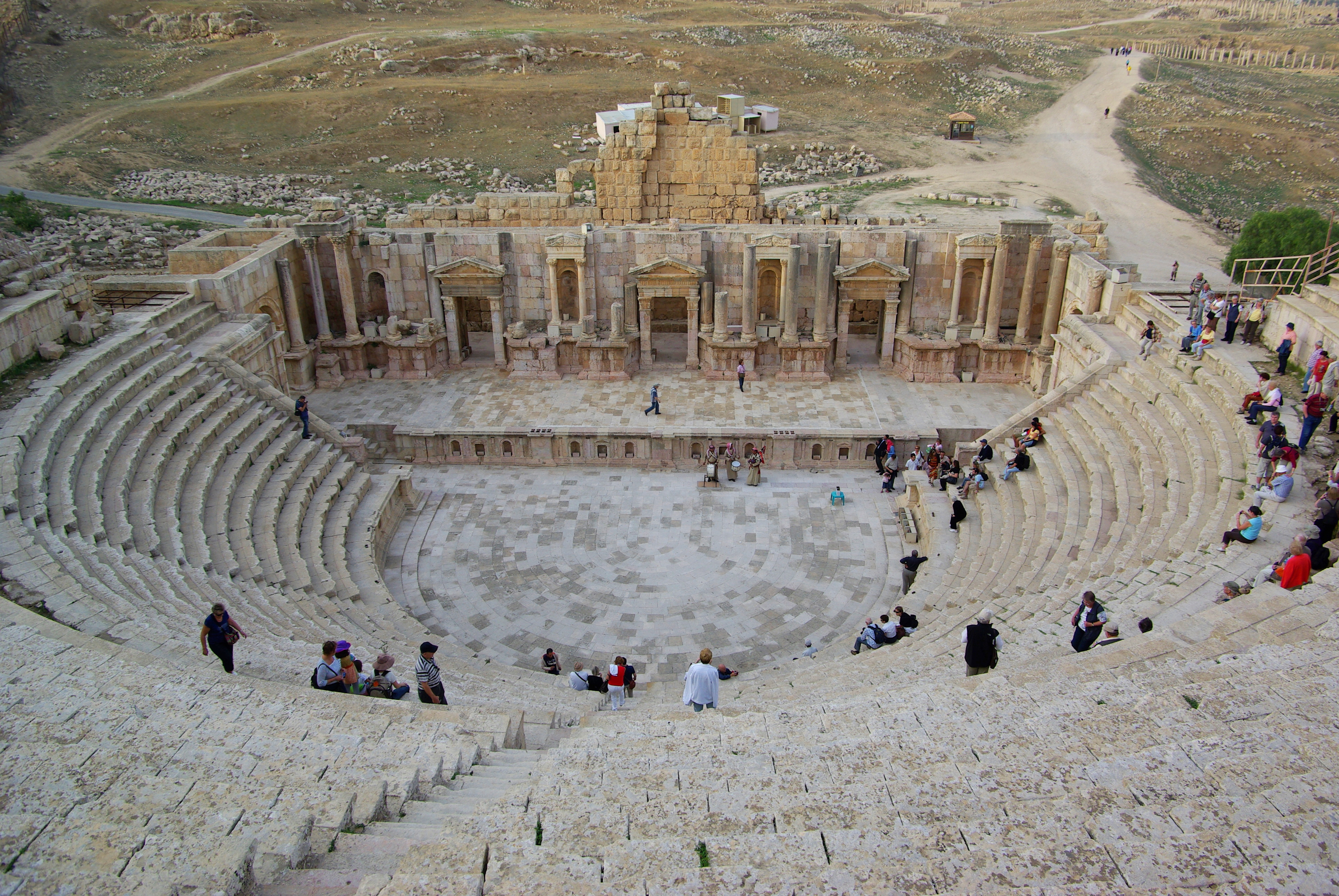
ジャラシュの南側のローマ劇場

ジャラシュ（ジェラシュ、جرش, Jerash）はヨルダン北部の都市でジャラシュ県の県都。首都アンマンからは北へ48kmの位置にある。ジャラシュ県の風土は多様で、標高が1,100mを超える高く寒冷な山地から、標高300mほどの肥沃な谷間などがあり、農耕が盛んである。ジャラシュの町は標高600mの丘にある。
ジャラシュは古代にはゲラサ（Gerasa）と呼ばれていた。シリア南部のデカポリス（十都市連合）のうちの一つであり、現在も古代ローマ時代の都市遺跡がよく残っている。
2004年の国勢調査によれば、ジャラシュ市の人口は31,650人でヨルダン国内で14番目に人口の多い街である。ジャラシュ県の人口は153,650人で、人口密度はイルビド県の次に高い。ジャラシュの人口の多数派はアラブ人であるが、オスマン帝国時代末期にロシアから逃れてきた北カフカスのチェルケス人や、トルコから逃れてきたアルメニア人がヨルダンの他都市と比べ人口のうちで占める割合が若干多い。宗教はイスラム教が多く、次いで正教会およびカトリックのキリスト教徒が大きな割合を占める。

## 歴史

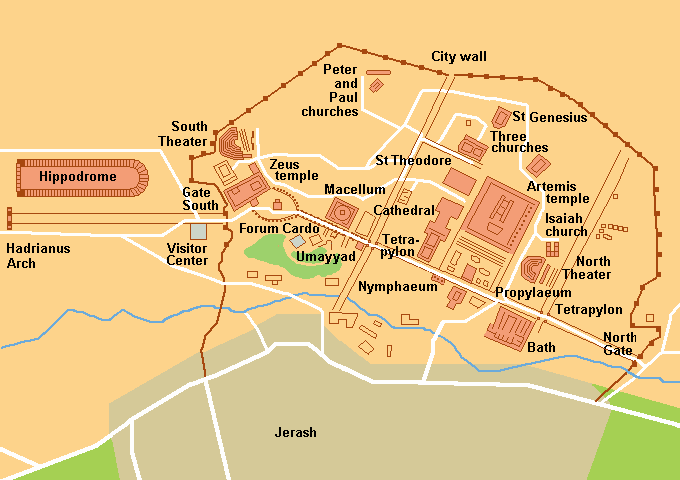
古代都市ゲラサの遺跡の地図。北が右側、西が上、南は左側。市の南はずれにヒッポドロームと凱旋門がある。東に現代のジャラシュの町が隣接している

ハドリアヌス凱旋門

ジャラシュはギリシャ・ローマ風の都市ゲラサ（Gerasa、別名・クリュソロアスのアンティオキア、「金の川沿いのアンティオキア」、Antiochia on the Chrysorhoas）の廃墟があることで知られる。ゲラサはローマ時代、デカポリス（十都市連合）と呼ばれた東部辺境の都市群に含まれていた。ジャラシュは遺跡の大きさや発掘の大規模さ、保存状態の良さから「中東のポンペイ」との異名もあるが、ポンペイと違い自然災害で埋もれたわけではない。ジャラシュは中東のローマ都市遺跡の中でも保存状態が良く重要な遺跡の一つである。
近年の発掘調査ではジャラシュは青銅器時代（紀元前3200年から紀元前1200年）には集落があったことがわかっている。ヘレニズム期にコイレ・シリア（シリア南部）はセレウコス朝シリアやプトレマイオス朝エジプトの争奪の地となったが、これらの王朝によりギリシャ風の都市が多数作られた。ジャラシュもこの時期に造られ「アンティオキア」と名づけられた町の一つであった。紀元前63年、古代ローマにより征服された後はシリア属州の一部となり、近隣の都市とデカポリス（十都市連合）を組んだ。90年にはフィラデルフィア（現在のアンマン）とともにアラビア属州に移された。ローマ帝国のもとでこの地方の治安や平和が保たれたことにより（パックス・ロマーナ）、人々は経済活動や公共施設の建設に時間や労力を割くことができ、交易が発達し都市基盤が整った。
1世紀後半、ゲラサは交易や農業で大いに発展した。106年にはトラヤヌス帝が新たに作ったアラビア属州を貫くローマ街道がゲラサに通り、交易はますます栄えた。ハドリアヌス帝は129年から130年にかけてゲラサを視察巡幸している。凱旋門（ハドリアヌスの凱旋門）はこの際の訪問を記念して建てられた。ラテン語による碑文には、皇帝を護衛する騎馬兵がこの地で越冬した間に、神々への奉納を行ったことが記録されている。ゲラサは、最盛期には城壁内の広さが80万平方mに達するまでに拡大した。
614年にサーサーン朝ペルシャがシリアに侵入したことによりゲラサは急速に衰退したが、イスラム帝国による征服やウマイヤ朝の支配下でもジャラシュの都市活動は活発に行われていた。746年、大きな地震がジャラシュとその近郊を襲い、以後ジャラシュは再建されなかった。
十字軍の時期には、アルテミス神殿跡などジャラシュの遺跡の一部は要塞となっている。アイユーブ朝からマムルーク朝、オスマン帝国の時期には小規模な集落があるのみだったが、19世紀後半以後はシリア各地からの移民やロシア領の北カフカスからの難民が入植し始め、新しいジャラシュの街が遺跡の東隣に作られた。1920年代からは現在に至る遺跡の発掘が始まり、一部土に埋もれていた都市が姿を現した。20世紀後半にはパレスチナ難民を合わせてジャラシュの人口が拡大した。

### ローマ都市の遺跡

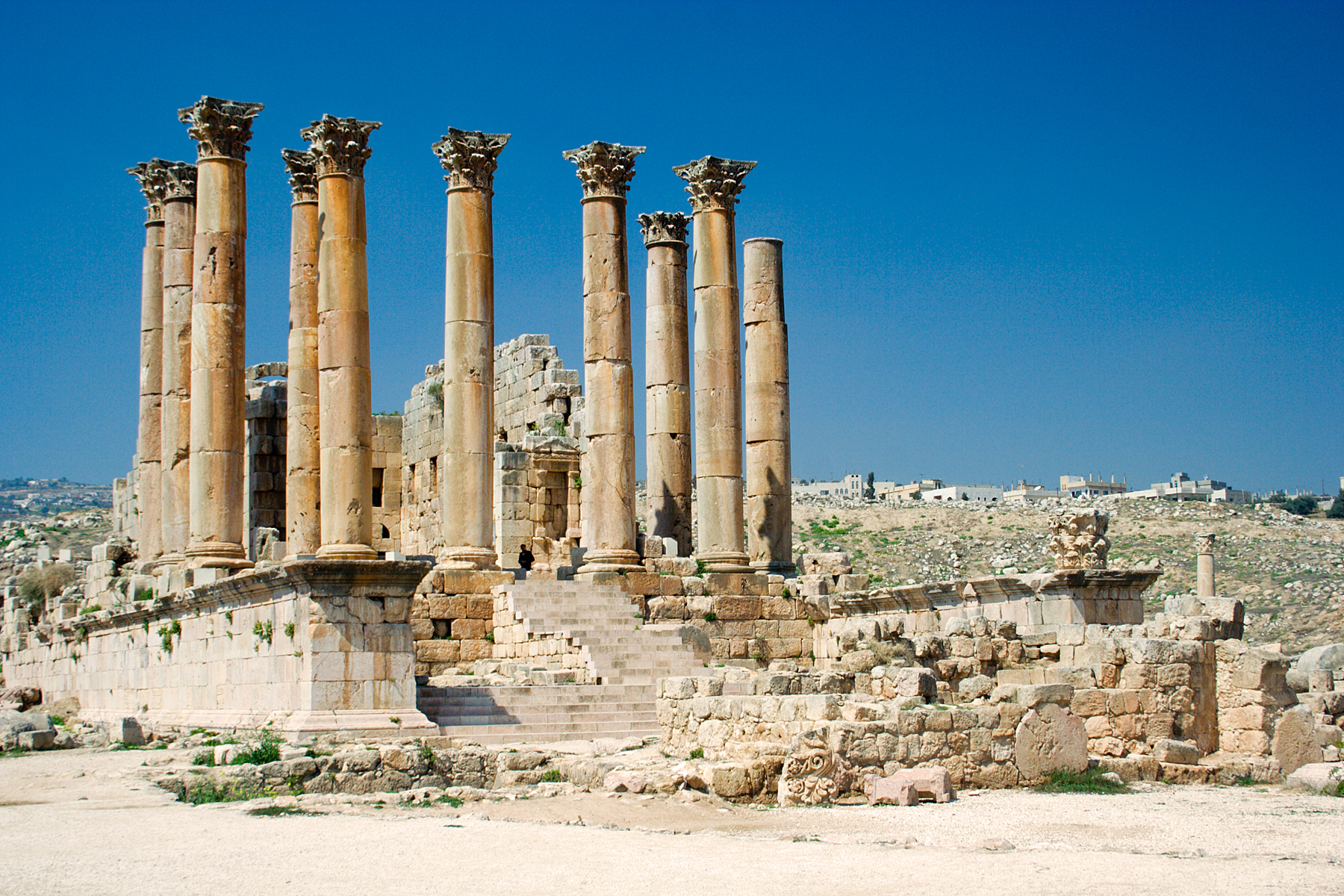
コリント式の柱が特徴的なジャラシュのアルテミス神殿

ジャラシュには現在も古代ローマ当時の威容を残す記念碑的建築や公共建築が多く残る。ハドリアヌスの凱旋門、ヒッポドローム（戦車競技場/競馬場）、二つの大きな神殿（ゼウス神殿およびアルテミス神殿）や小さな神殿群の廃墟、列柱で囲まれたオーバル状のユニークな広場（フォルム）、街を貫く目抜き通りである長い列柱道路（カルド）、二つの劇場（南の大きな劇場と北の小さな劇場）、二つの公共浴場、ほぼ完全な形状で残る市壁などが代表的なものである。また遺跡のあちこちにはコリント式オーダーで建てられた円柱群が地震にも倒れず無傷のまま残っている。これらの建築物はローマ時代、裕福な市民の寄付により建設された。
350年以後はキリスト教徒の大きな共同体がゲラサにあり、400年から600年までの間には13箇所以上の教会が建設された。これらは非常に優れたモザイクの床で装飾されている。またノアの物語などを描いたモザイクのある古代のシナゴーグ跡がキリスト教会の下から発見されている。

### 近代のジャラシュ

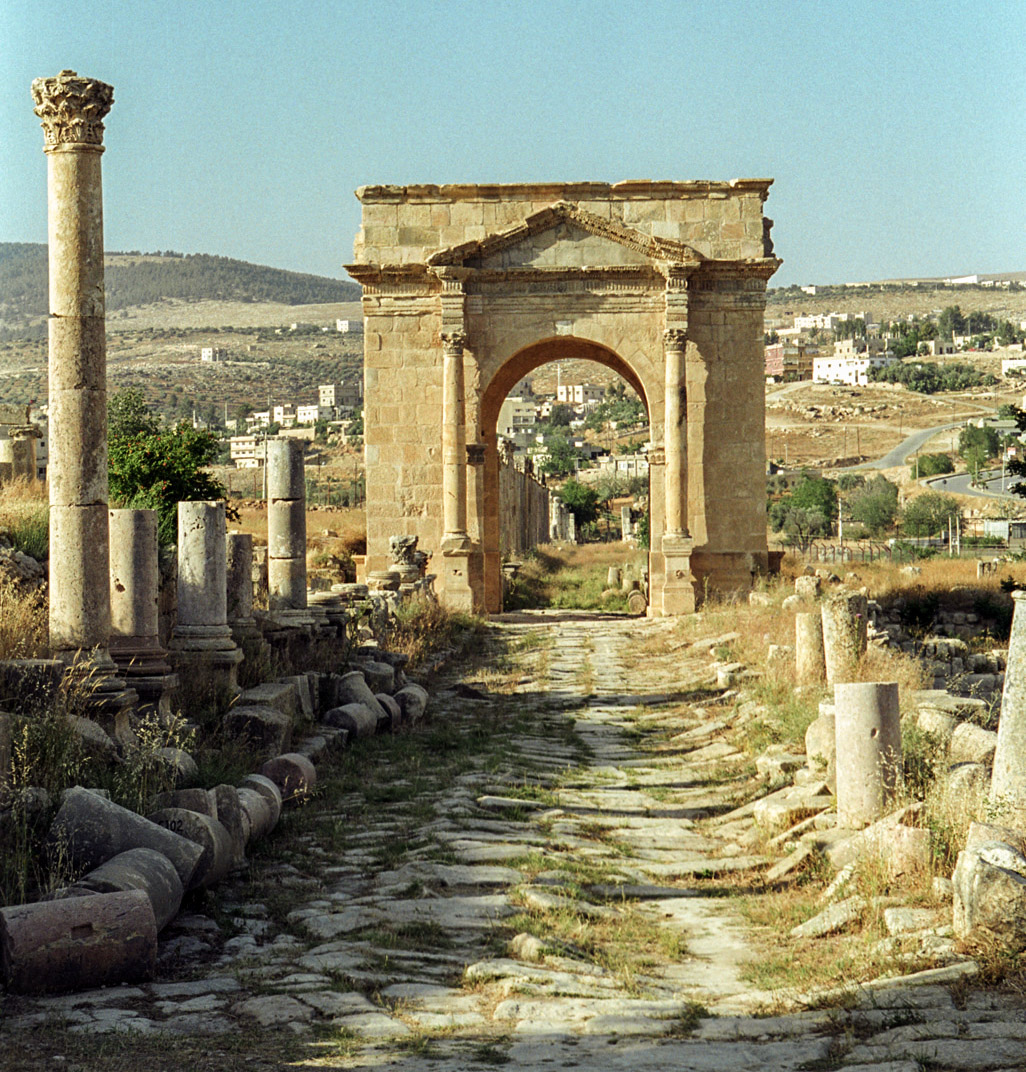
カルド（列柱道路）にある四面門（Tetrapylon）。大通りが直交する街の中央に建つ

ジャラシュは20世紀の間に劇的に成長した。これはヨルダン北部の中心に位置し戦略的に重要であること、観光地としての価値が高まったことが原因に挙げられる。ジャラシュの遺跡は今日、ペトラ遺跡に次ぎヨルダンで二番目に人気のある観光客の訪問先となっている。遺跡は慎重に保存されており、スプロール状に広がる近代のジャラシュの街が西側の遺跡まで広がらないよう規制されている。
ジャラシュには当初、近隣の町・スーフ（سوف, Souf）およびその近郊農村の人々が移り住んだ。スーフはオスマン帝国時代、長年にわたりヨルダン北部のアル＝メラダ（al-Meradh）地方の中心都市であった。この地方は、南方のベドウィンのバニ・サヘル部族（Bani Sakher）による襲撃や略奪に抵抗したヨルダン北部唯一の地方であり、抵抗のための組織を築いてついにベドウィンの侵入に打ち勝った。
最初はスーフの郊外の町であったジャラシュは19世紀後半以降、シリア北部の農民らの移民の入植で急速に拡大した。またロシアや東欧からオスマン帝国に逃げてきたムスリムはオスマン政府によりシリアやヨルダン各地に組織的に入植したが、ジャラシュには北カフカスのチェルケス人が入植した。20世紀後半にはパレスチナ難民がジャラシュに住むようになった。ジャラシュは拡大を続け、かつての中心地だったスーフをはじめ近郊の農村はジャラシュの通勤圏に飲み込まれている。

## 経済
ジャラシュの産業は観光業が主で、遺跡を訪れる観光客に大きく依存している。また県内にはオリーブの木が125万本あり、これらの農産物の集散や加工も行っている。1981年以来ジャラシュは「ジャラシュ・フェスティバル」を開催しており、夏の3週間にわたり舞踊、音楽、演劇の公演などが続く。ヨルダン王室の人々も観覧するこのフェスティバルはこの地方の大きな文化・芸術イベントとなっている。
しかしジャラシュはアンマンおよびイルビドという二つの大きな都市から自動車で1時間もかからない距離にあるため、これらの都市に投資が集中してしまうため発展の速度が遅くなっている。

## ギャラリー

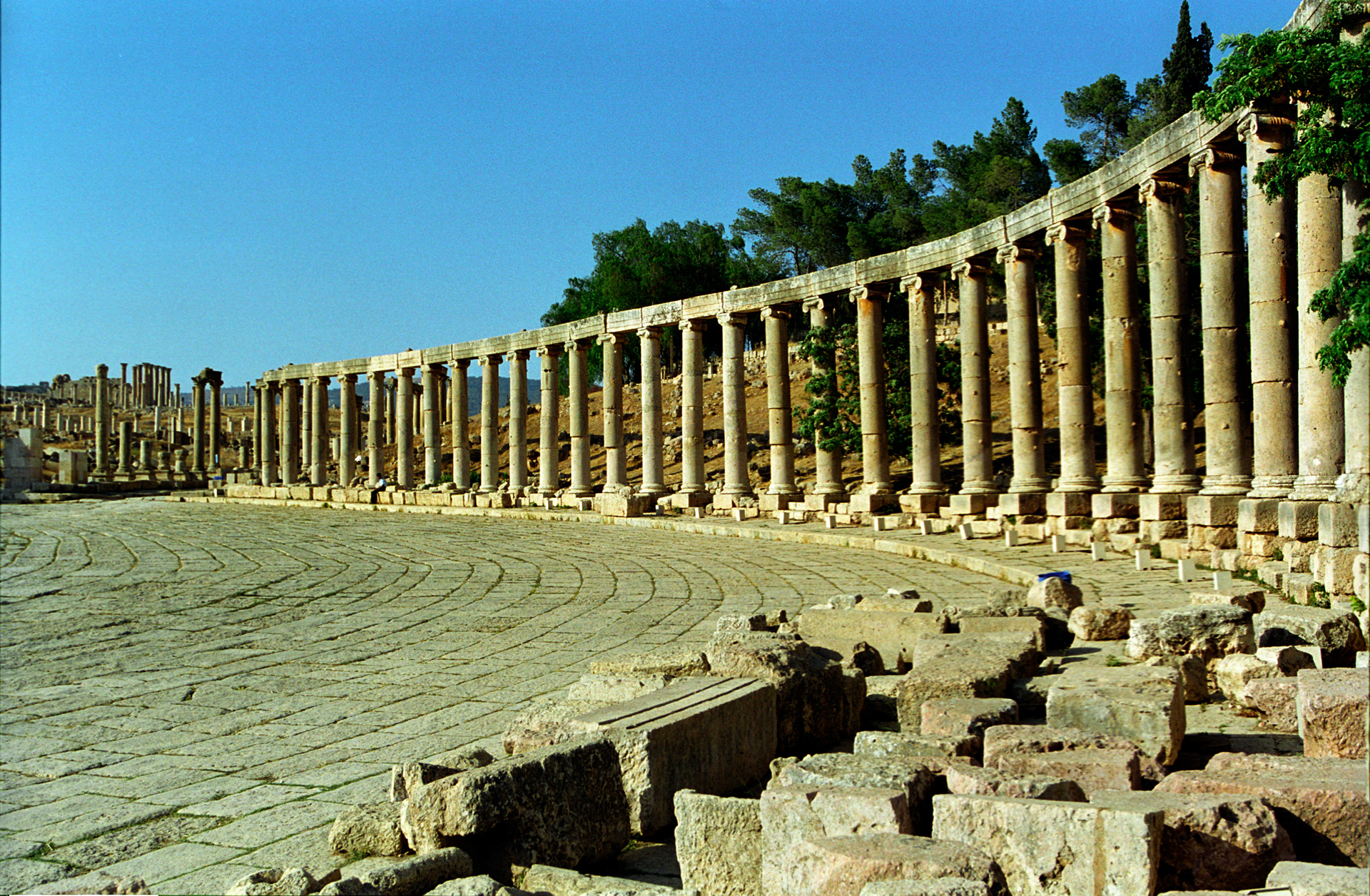
楕円形のフォルム（広場）
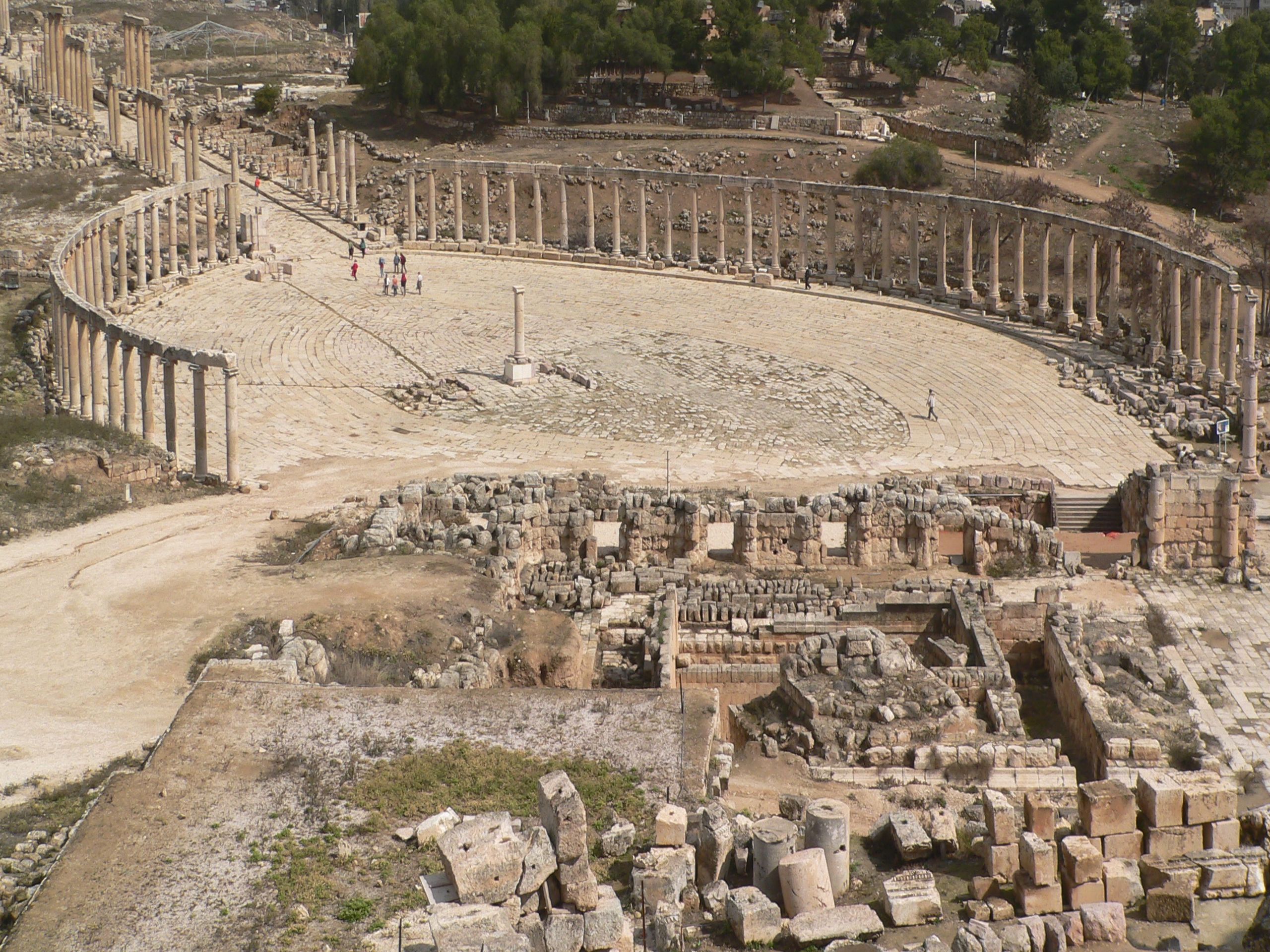
楕円形のフォルム（広場）
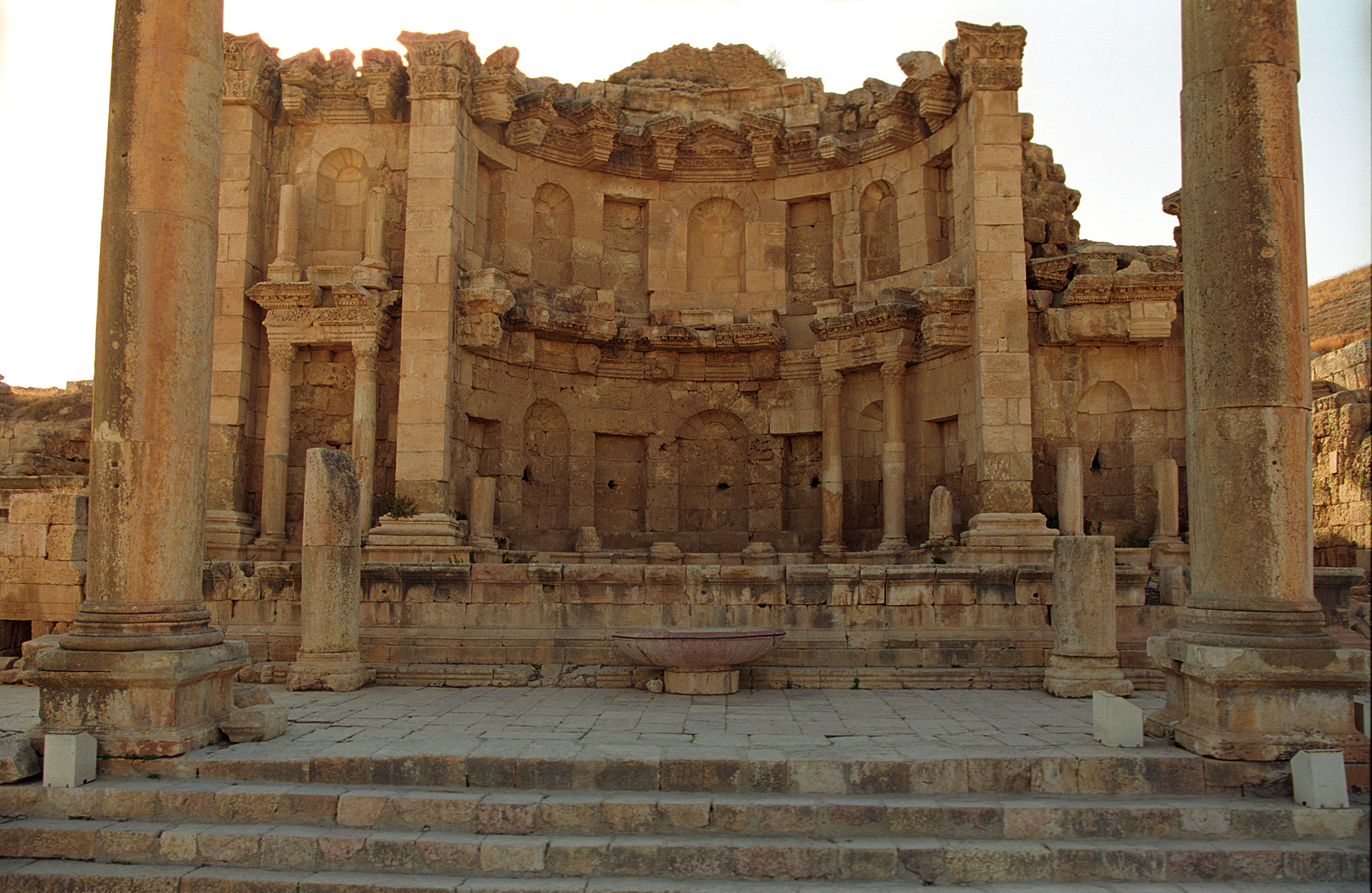
神殿（ニンフェウム）
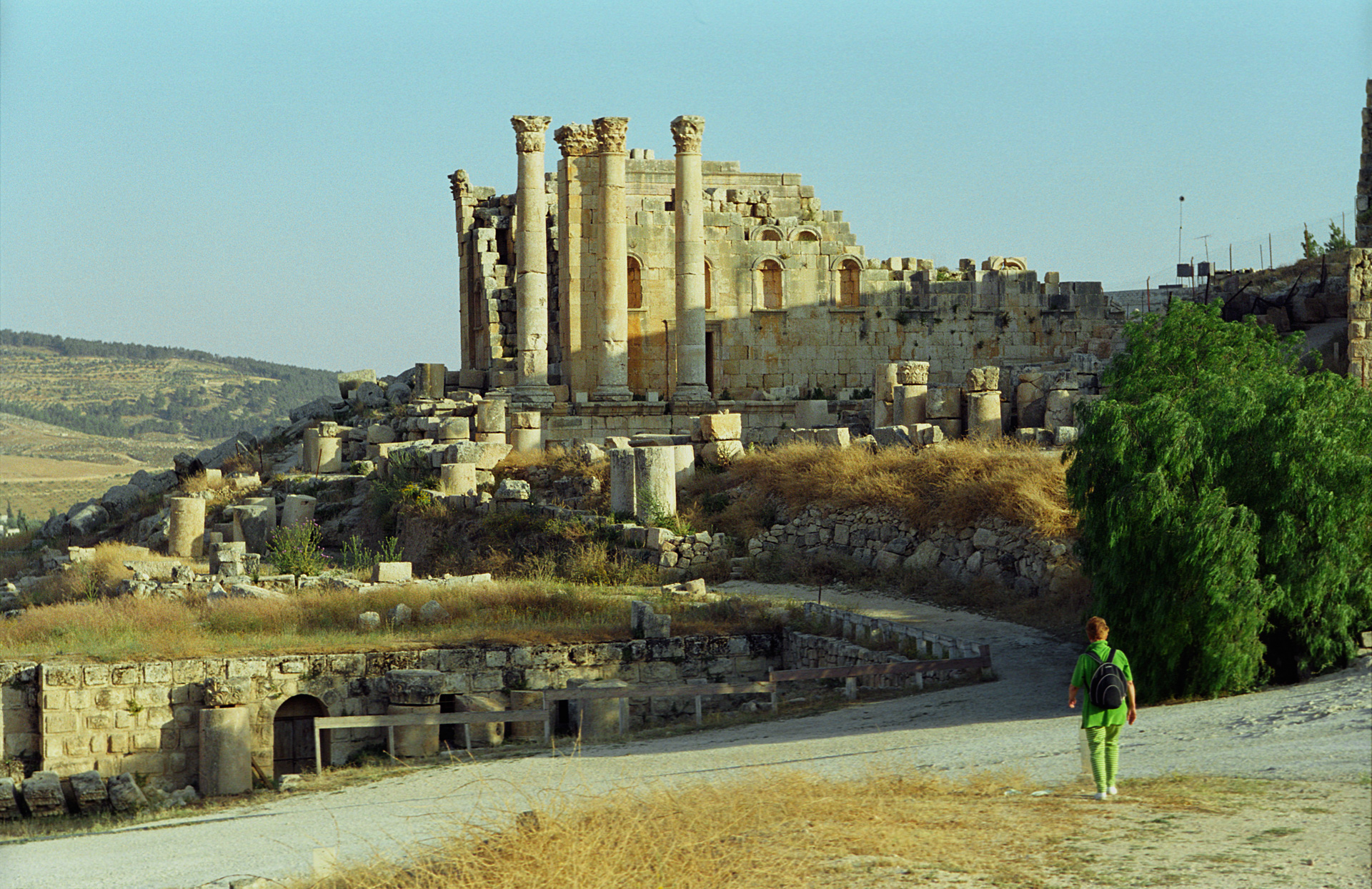
ゼウス神殿
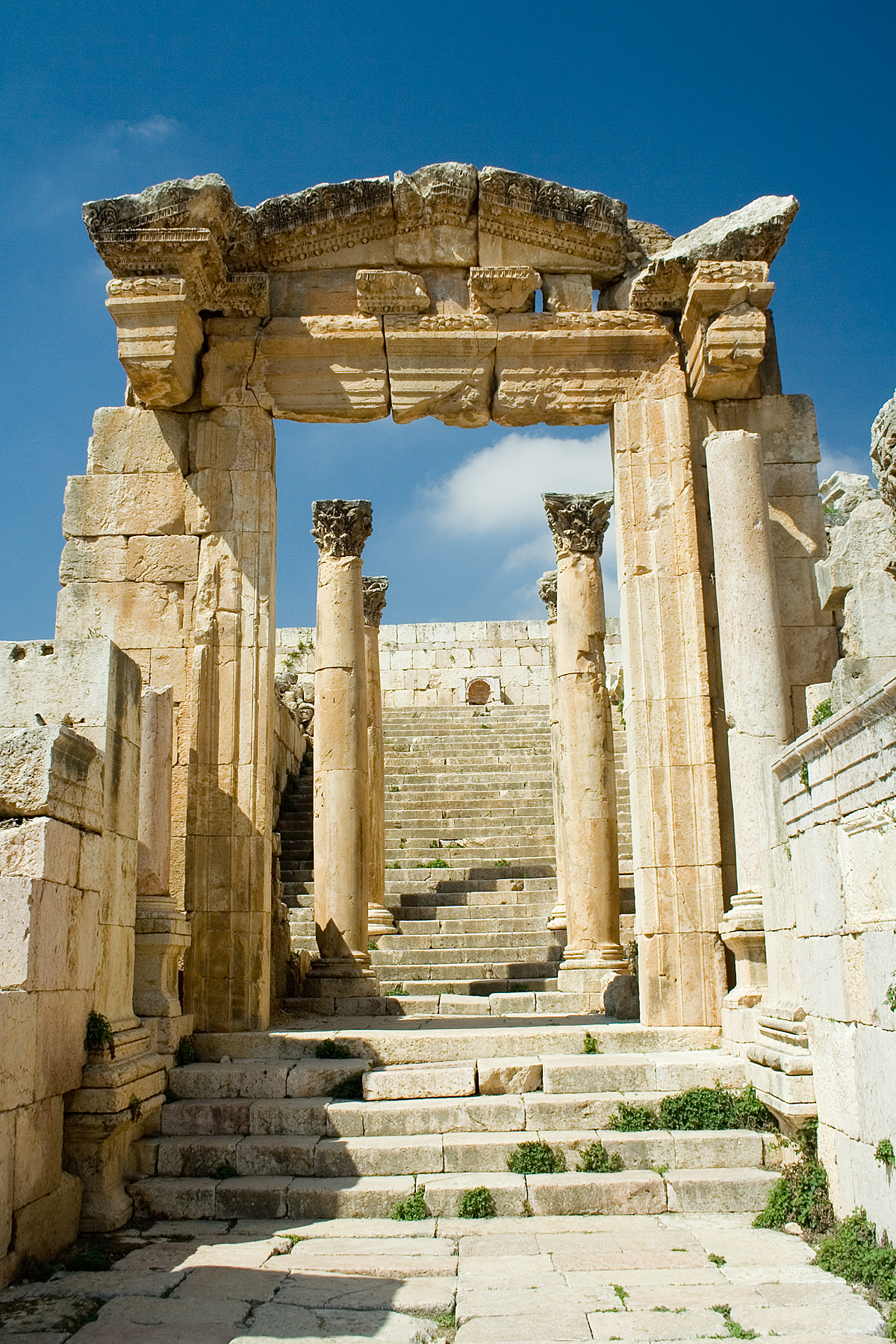
ディオニュソス神殿
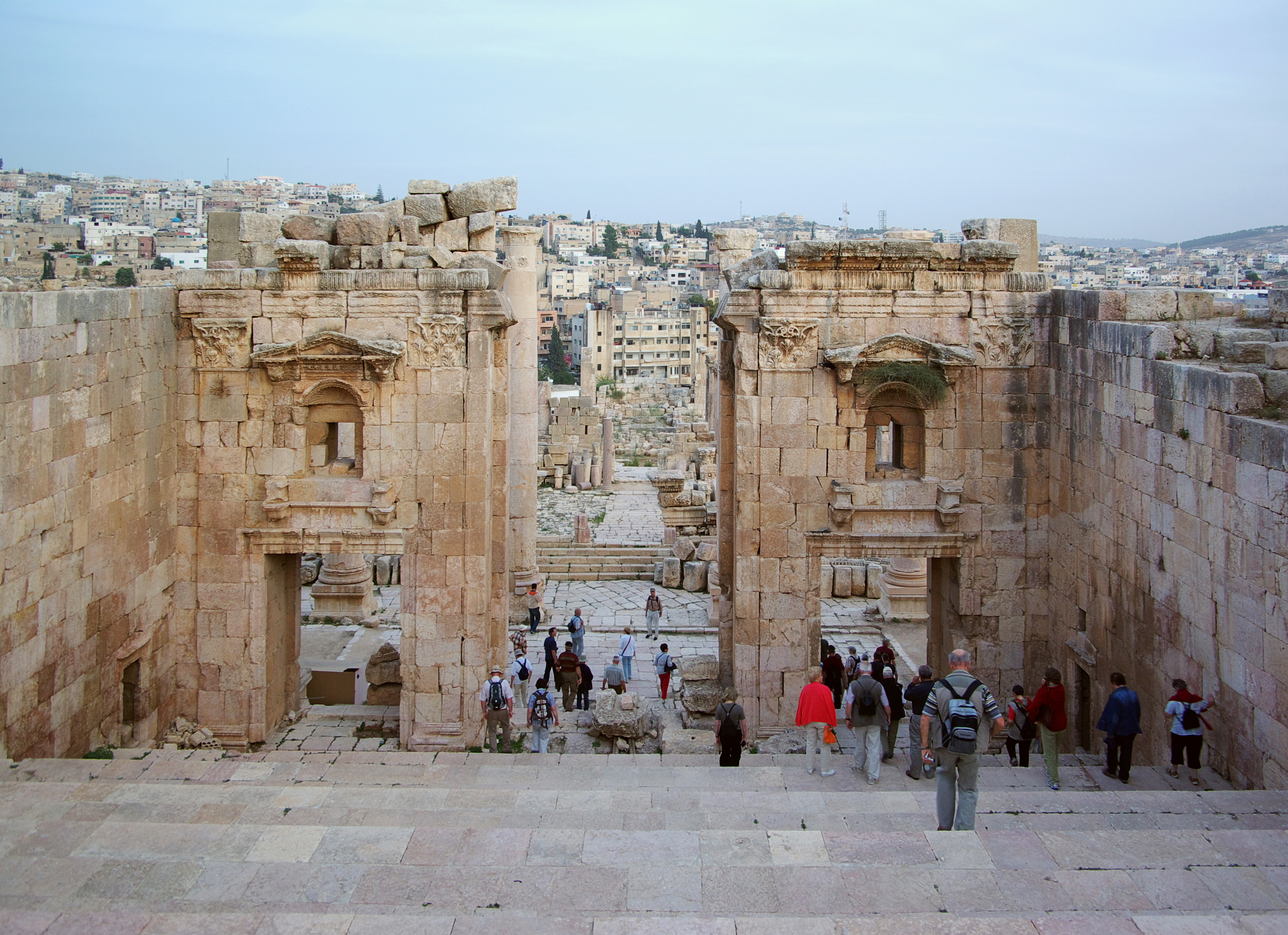
アルテミス神殿
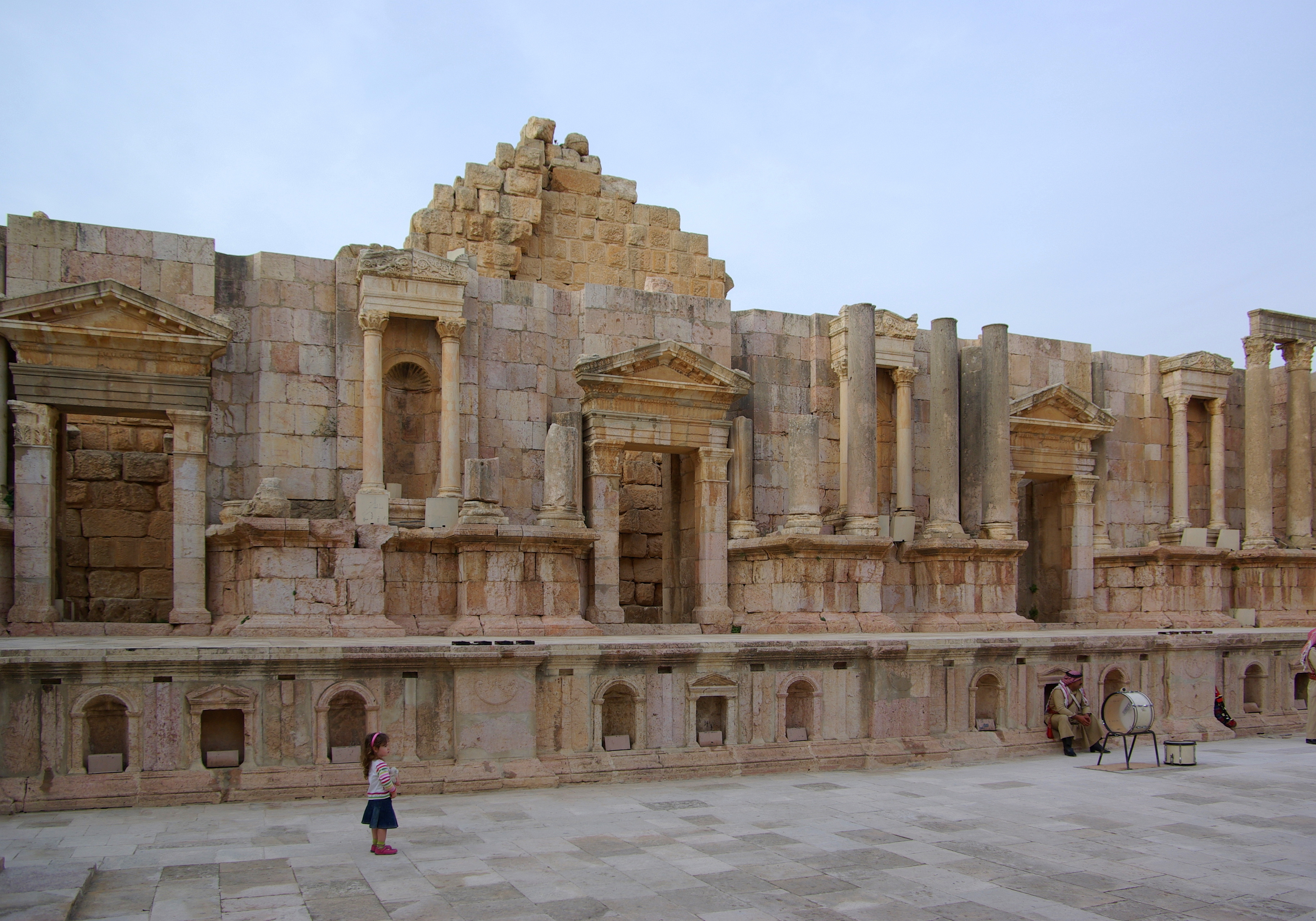
南劇場の舞台
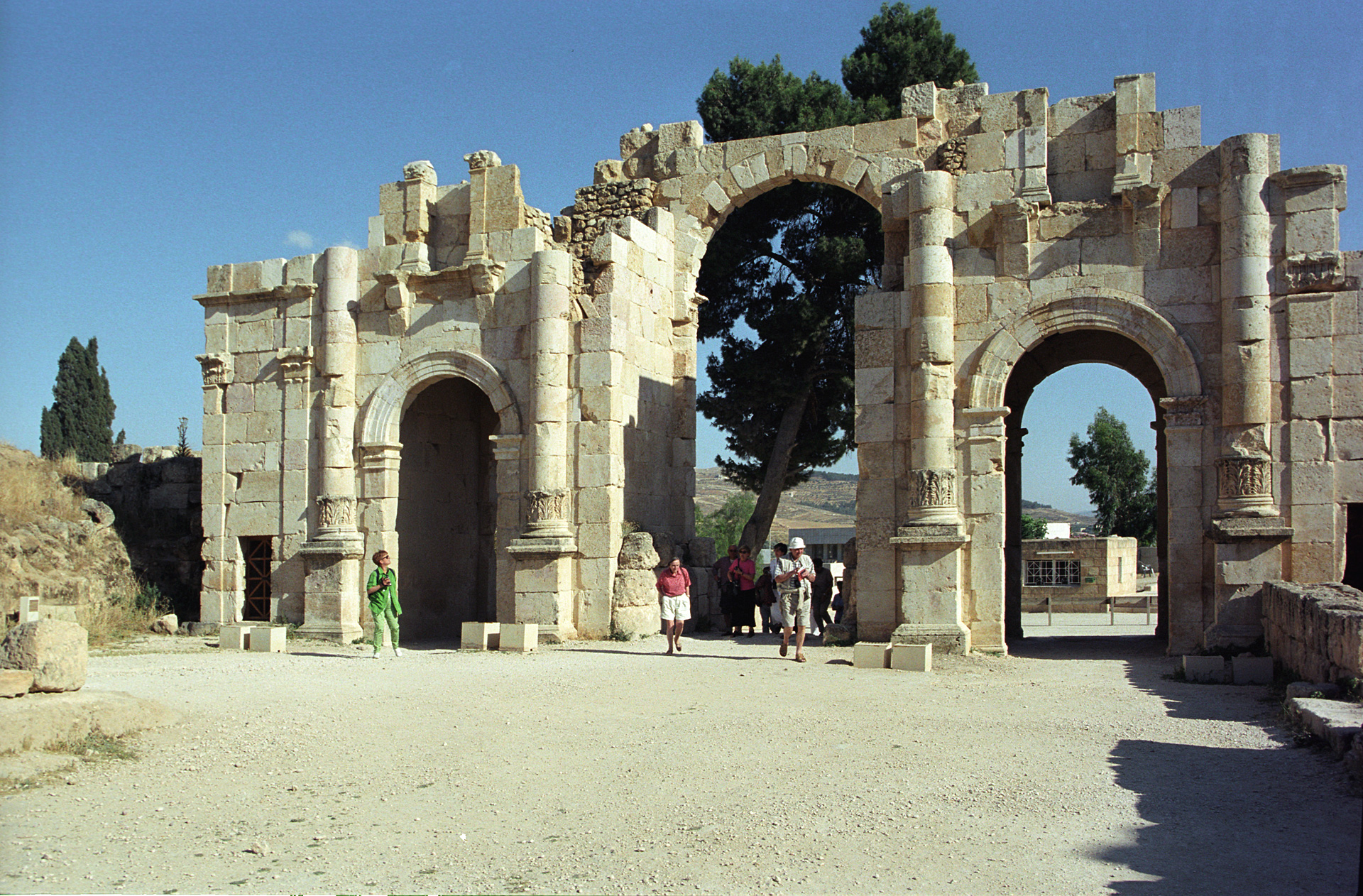
南門
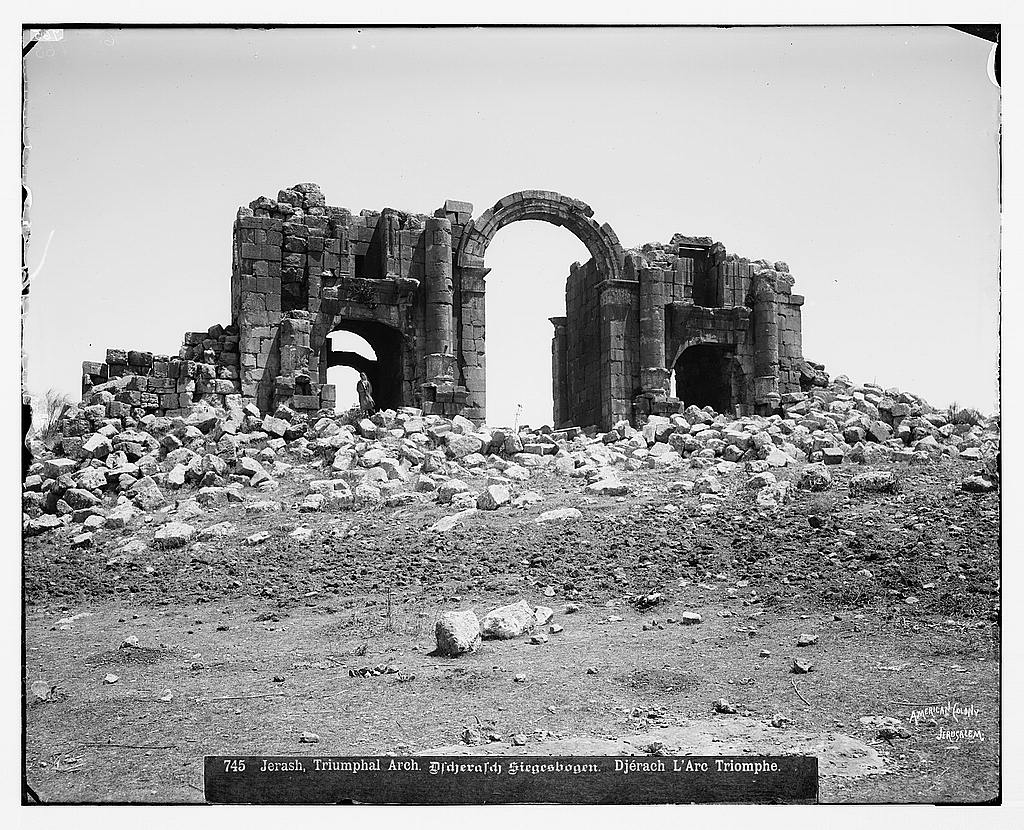
20世紀初頭のものと思われる写真、補修前のジャラシュ遺跡の門
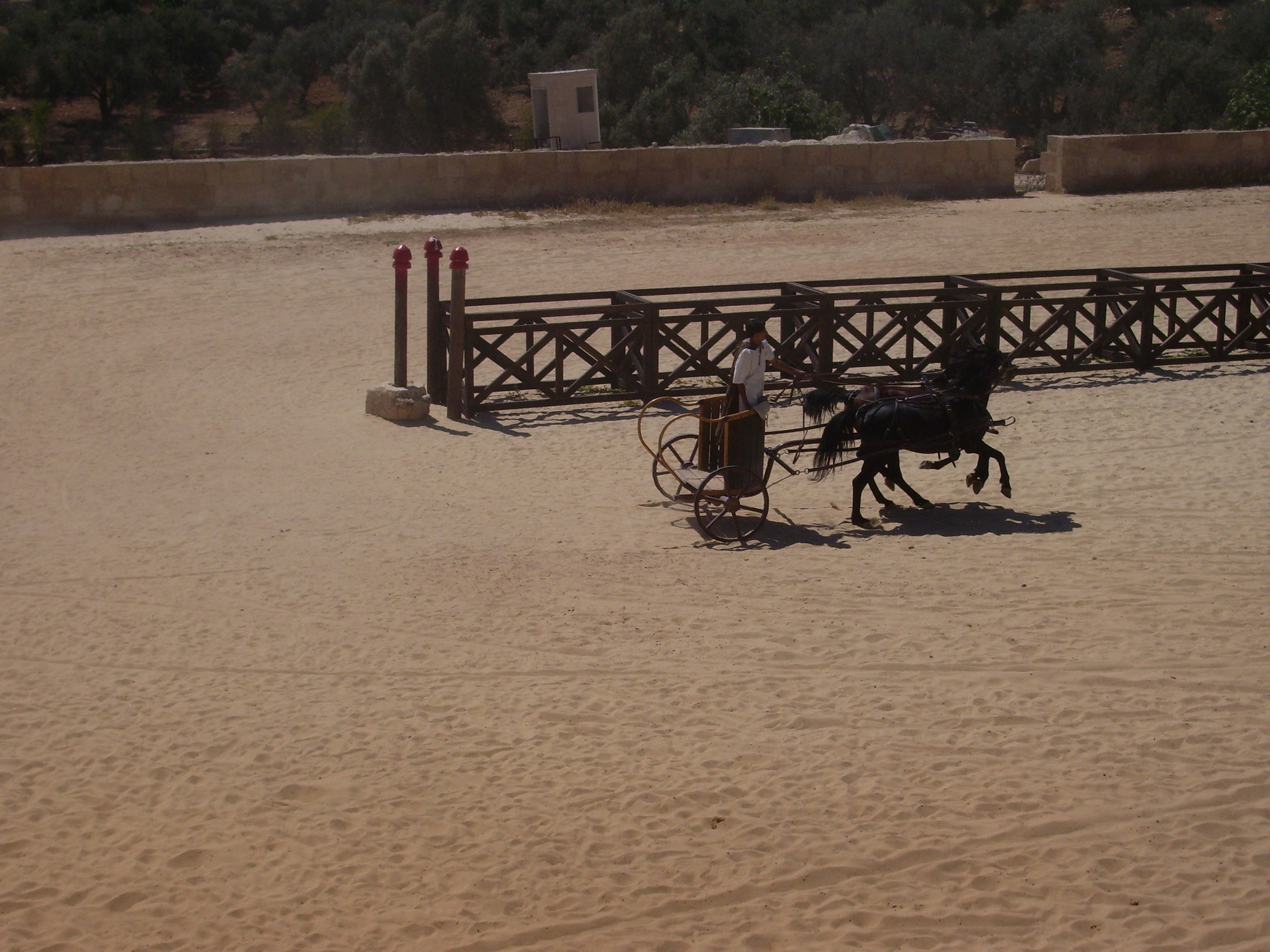
ヒッポドロームでの観光客向けパフォーマンス。戦車競争
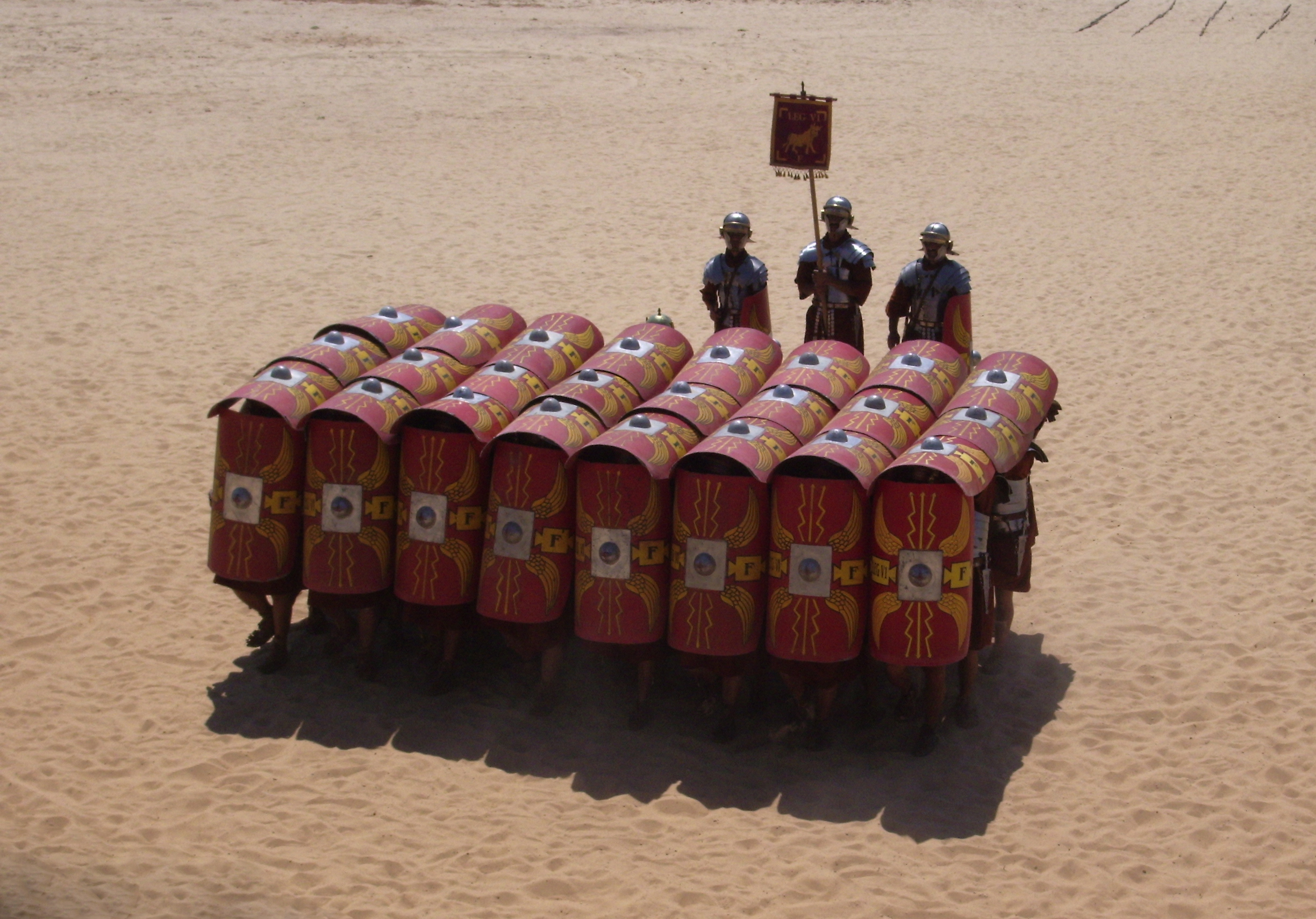
ヒッポドロームでの観光客向けパフォーマンス。ローマ軍団の整列